# Eggert Elers (köpman)
Eggert Elers, född 18 juli 1610 i Itzehoe, död 4 oktober 1667 i Helsingborg, var en svensk handelsman. Han var far till Jørgen Elers.
Eggert Elers var son till handlaren Jürgen Elers. Fadern återflyttade 1613 till sin hemstad Burg på Femern, där sonen senare bodde hos sin släkting borgmästaren Anders Elers (1623–1624). År 1624 följde han sin far till Ronneby och blev kvar där i tjänst hos farbrodern Jacob Elers och skickades på affärsresor till Lübeck, Rostock, Stralsund och Köpenhamn. Efter Jacob Elers död 1629 kvarstannade han i tjänst hos hans änka fram till 1631. Åren 1631–1632 gjorde han egna affärer i Femersund, Ronneby och Lübeck innan han 1632 anställdes i sin släkting A. Maes kramhandelsbod i Helsingborg. År 1634 blev han kompanjon med Maes och övertog 1636 dennes rörelse. Efterhand utökades hans verksamhet och han blev även skeppsredare i staden, han var kämnär i Helsingborg 1642–1643, hospitalsföreståndare där 1648–1649 och rådman från 1650. 1655 blev han Helsingborgs borgmästare.
Elers ämbetstid inföll i samband med Skånes övergång från dansk till svensk överhöghet, men han lyckades, troligen med hjälp av sitt tyska ursprung, att balansera sig fram i nationalitetskonflikten och behöll sin popularitet bland både danskar och svenskar fram till sin död. Enligt Elers egna uppgifter skall Karl X Gustav ha bott i hans hus, vilket i så fall bör ha skett i mars 1658, då Peder Winstrup hälsade kungen välkommen i Helsingborg. Christer Bondes beskrivning av Skåne beskrivs Elers som rik och "nyttig och beskedlig". Elers rikedom gjorde att han även ägnade sig åt bankirrörelse, och lånade även ut pengar till såväl danska som svenska kronan. Elers var även en betydande skeppsredare, han ägde 1665 andel i De Anfang som då var det största fartyget i Malmös handelsflotta. År 1666 var han ensam redare för fartyget Fortuna von Helsingburg och innehade 1667 andel i skeppet Näktergalen i Göteborg. Rederiverksamheten fortsattes efter hans död av änkan Sophie Eggertz. Trots lojaliteten mot den svenska staten lät han uppfostra sin son Jørgen i Danmark.